# Цветение (сериал)
«Цветение» (другие варианты названия — «Цветущий Шанхай», «Расцвет Шанхая», кит. упр. 繁花, пиньинь Fánhuā, палл. Фаньхуа, англ. Blossoms Shanghai) — телесериал режиссёра Вонг Карвая с Ху Гэ в главной роли. Его премьерный показ состоялся 27 декабря 2023 года на китайском телеканале CCTV-8 и стриминговом сервисе Tencent Video.

## Сюжет
Действие сериала происходит в Шанхае в 1990-е годы. Главный герой — молодой человек по имени Бао, которому удаётся сколотить состояние на фоне экономического роста.

## В ролях
- Ху Гэ[англ.] — А Бао
- Ма Или[англ.] — Лин Цзы
- Ю Бэньчан[англ.] — дядюшка Е, наставник Бао по бизнесу
- Тан Янь[англ.] — госпожа Ван
- Синь Чжилэй — Ли Ли
- Чжэн Кай — господин Вэй
- Папи Цзян — Лин Хун
- Чэнь Лун — Тао Тао[4]

## Создание и восприятие
Сериал основан на книге Цзинь Юйчэна, действие которой происходит в Шанхае в 1960-х — 2000-х годах. Изначально Вонг Карвай хотел снять полнометражный фильм, который планировалось показать в 2025 году, но в августе 2020 года стало известно о решении снимать сериал. Съёмки должны были начаться в начале лета 2020 года, но были отложены из-за пандемии коронавируса. Вонг Карвай стал шоураннером проекта и снял первую серию.
В июне 2021 года и в ноябре 2022 года появились трейлеры сериала. Премьерный показ «Цветения» состоялся 27 декабря 2023 года на Tencent Video.
«Цветение» стало самым популярным сериалом Китая во время трансляции и собрало наибольшее количество рекламы на эпизод среди всех драм на стриминговых платформах (в среднем 10 роликов на серию). Оно вызвало у многих зрителей чувство ностальгии, связанное с 1990-ми годами и общим оптимизмом в первые дни рыночных реформ. Сериал способствовал распространению шанхайского наречия языка У, находящегося в упадке после перехода на стандартный китайский (путунхуа) в 1950-х годах.
Шанхайская улица Хуанхэ, показанная в сериале, стала одним из самых популярных мест в городе. Ресторан Tai Sheng Yuan, ставший прототипом вымышленной закусочной, которую часто посещает главный герой А Бао, после выхода шоу часто фотографируют. Некоторые блюда шанхайской кухни, показанные в «Цветении», начали пользоваться большим спросом.